# Journée mondiale du paludisme
La Journée mondiale de lutte contre le paludisme, ou Journée mondiale du paludisme, est une journée internationale organisée le 25 avril par l'Organisation mondiale de la santé (OMS).

## Historique
Elle a pour origine un partenariat entre l'OMS, l'Unicef, la Banque mondiale et le PNUD et s'appelait au début la Journée africaine du paludisme, en raison de l'importance de cette maladie sur le continent africain. Créée en 2001, elle devient « journée mondiale » en 2007 par décision de l'Assemblée mondiale de la santé.
Le but de cette journée est officiellement de « faire connaître et comprendre le paludisme » et fournir des informations pour la lutte antipaludique, notamment des activités communautaires de prévention et de traitement du paludisme dans les zones endémiques. La journée sert ainsi à mobiliser l'opinion publique en faisant connaître cette maladie, et à favoriser l'accès aux traitements et aux soins, ainsi que favoriser les méthodes de prévention existantes contre la charge de morbidité.

## Campagnes similaires
Elle fait partie des dix campagnes officielles de l'Organisation mondiale de la santé (OMS) en faveur de la santé publique mondiale :
- Journée mondiale de lutte contre la tuberculose (le 24 mars) ;
- Journée mondiale de la santé (le 7 avril) ;
- Journée mondiale du paludisme (le 25 avril) ;
- Semaine mondiale de la vaccination (la dernière semaine d'avril) ;
- Journée mondiale sans tabac (le 31 mai) ;
- Journée mondiale du donneur de sang (le 14 juin) ;
- Journée mondiale contre l'hépatite (le 28 juillet) ;
- Journée mondiale de la sécurité des patients (le 17 septembre) ;
- Semaine mondiale pour un bon usage des antibiotiques (en novembre) ;
- Journée mondiale du sida (le 1er décembre).